# Centre Le Corbusier – 1967 – Das letzte Bauwerk von Le Corbusier
Centre Le Corbusier – 1967 – Das letzte Bauwerk von Le Corbusier ist ein experimenteller Dokumentarfilm, der die Entstehung des Centre Le Corbusier als letztes Bauwerk von Le Corbusier in spielerisch künstlerischer Form zeigt. Anfang der 1960er Jahre hatte der Architekt dieses im Auftrag von Heidi Weber gezeichnet, sie war auch Initiantin und Produzentin des Films. Laut der Einschätzung des Publizisten Martin Schaub wurde die Auftragsarbeit in ein künstlerisches Anliegen umgesetzt.

## Inhalt
Der Film von Fredi Murer und Jürg Gasser handelt von den Entstehungsphasen des Centre Le Corbusier, des letzten Bauwerks von Le Corbusier bei der Blatterwiese in Zürich, das dieser für die Innenarchitektin und Galeristin Heidi Weber entworfen hatte, zuerst als Betonbau, aufgrund ihres ausdrücklichen Wunsches schliesslich als Stahl- und Glashaus gezeichnet. Mit den Mitteln der filmischen Montage werden einzelne Schritte der baulichen Montagen wie das Zusammenschweissen der Dachteile oder das Verschrauben der vorfabrizierten Stahlelemente gezeigt. Szenen mit der Bauherrin des Ausstellungspavillons Heidi Weber anlässlich der feierlichen Einweihung des ersten Teils des Baus, des «Parasol-Parapluie-Dachträgers», folgen dokumentarische Szenen des Bauvorhabens und schliesslich einzelne Sequenzen in schnellem Rhythmus mit spielerisch-experimenteller Ausgestaltung.
Zum 50-jährigen Todestag von Le Corbusier wurde der Film digitalisiert.

## Zitate
«Schön zu sehen, wie die Kamera die besondere Ästhetik des ‹Centre Le Corbusier› lebendig werden lässt, wie sie das Tempelartige des Gebäudes betont und wie sie das ganze Gebilde durch Fahraufnahmen zum Schweben bringt. Ideen des Künstlers und Architekten werden hier filmisch greifbar.»

«Weil ich einem experimentellen Ansatz verpflichtet war, hatte ich die Idee, für den Filmschnitt die Modulor-Masse auf die Anzahl Bilder zu übertragen. An die genaue Zahlenreihe erinnere ich mich nicht mehr. Aber der ganze Film ist portional zu den Modulor-Massen – 226, 140, 86, 54, etc. – geschnitten.»